# کلادوشنیتسا
کلادوشنیتسا (به صربی: Kladušnica) یک منطقهٔ مسکونی در صربستان است که در کلادووا واقع شده‌است. کلادوشنیتسا ۷۲۷ نفر جمعیت دارد.